# Urgons
Urgons är en kommun i departementet Landes i regionen Nouvelle-Aquitaine i sydvästra Frankrike. Kommunen ligger i kantonen Geaune som tillhör arrondissementet Mont-de-Marsan. År 2022 hade Urgons 242 invånare.

## Befolkningsutveckling
Antalet invånare i kommunen Urgons
Referens:INSEE